# Ligidium acutitelson
Ligidium acutitelson is een pissebed uit de familie Ligiidae. De wetenschappelijke naam van de soort is voor het eerst geldig gepubliceerd in 1993 door Wang & Kwon.